# 亚历山大·吉列姆斯基

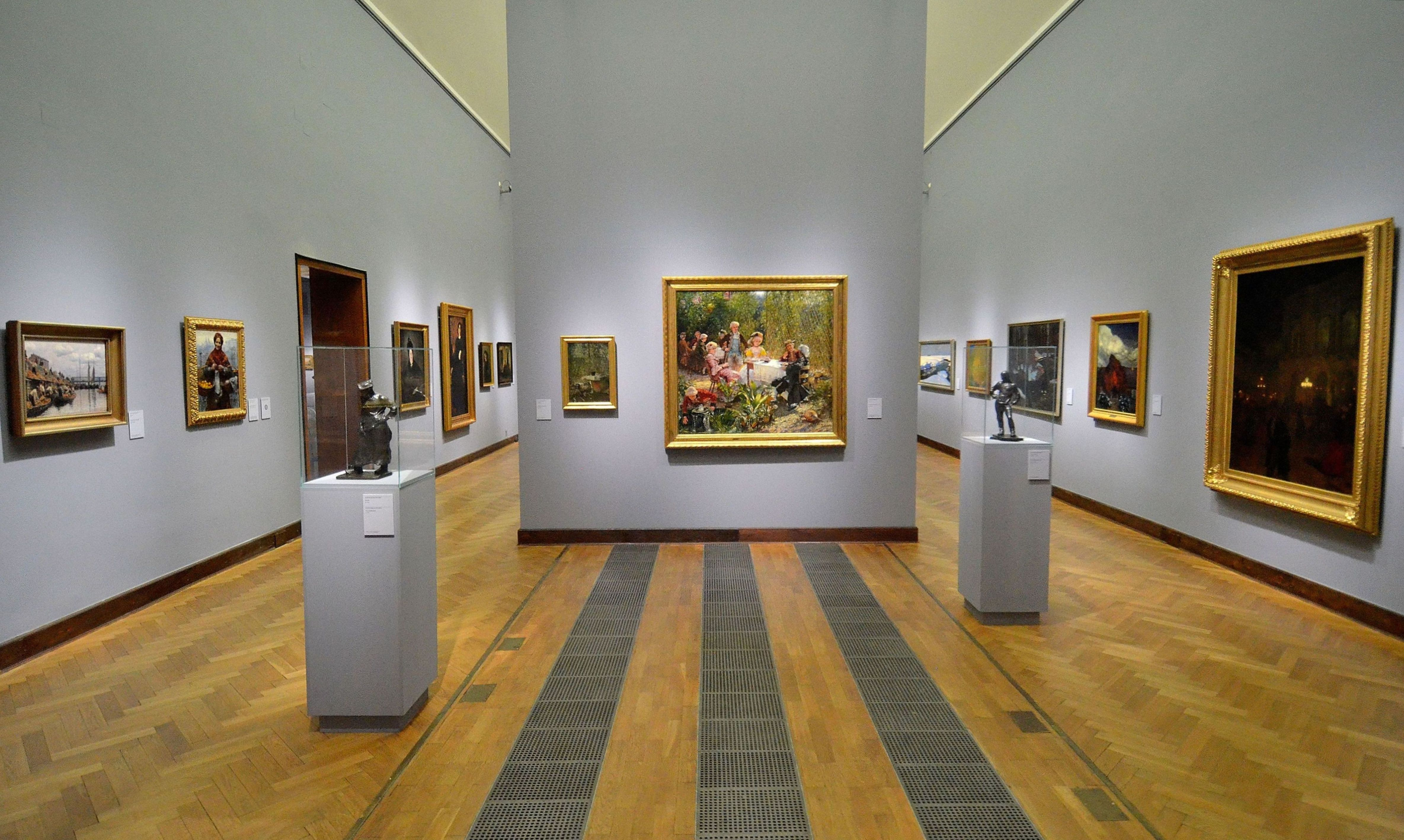
亚历山大·吉列姆斯基的作品在華沙國家博物館展出

亚历山大·吉列姆斯基（1850年1月30日—1901年3月6日至8日期間）是19世纪后期的波兰画家，他的作品以现实主义以及印象派為主。

## 生平
亚历山大·吉列姆斯基于1867年开始在华沙学习绘画。1868年至1872年间，他在慕尼黑美术学院学习。1873-1874年间，他在意大利完成了他的作品《罗马旅馆》和《莫拉游戏》。亚历山大·吉列姆斯基于1875年初回到华沙并在扎切塔画廊展出他的作品。1875 年末至1879年，亚历山大·吉列姆斯基又在意大利進行藝術創作。